# 青少年婚姻
青少年婚姻（英語：Teenage marriage），是指13到19岁之间的两个青少年结婚。互相之间的爱慕、青少年怀孕、宗教因素、安全因素、家庭因素、同侪压力、包办婚姻等是造成此现象的原因。此外，政治和经济因素，社会发展、传统文化也是造成此现象的原因。

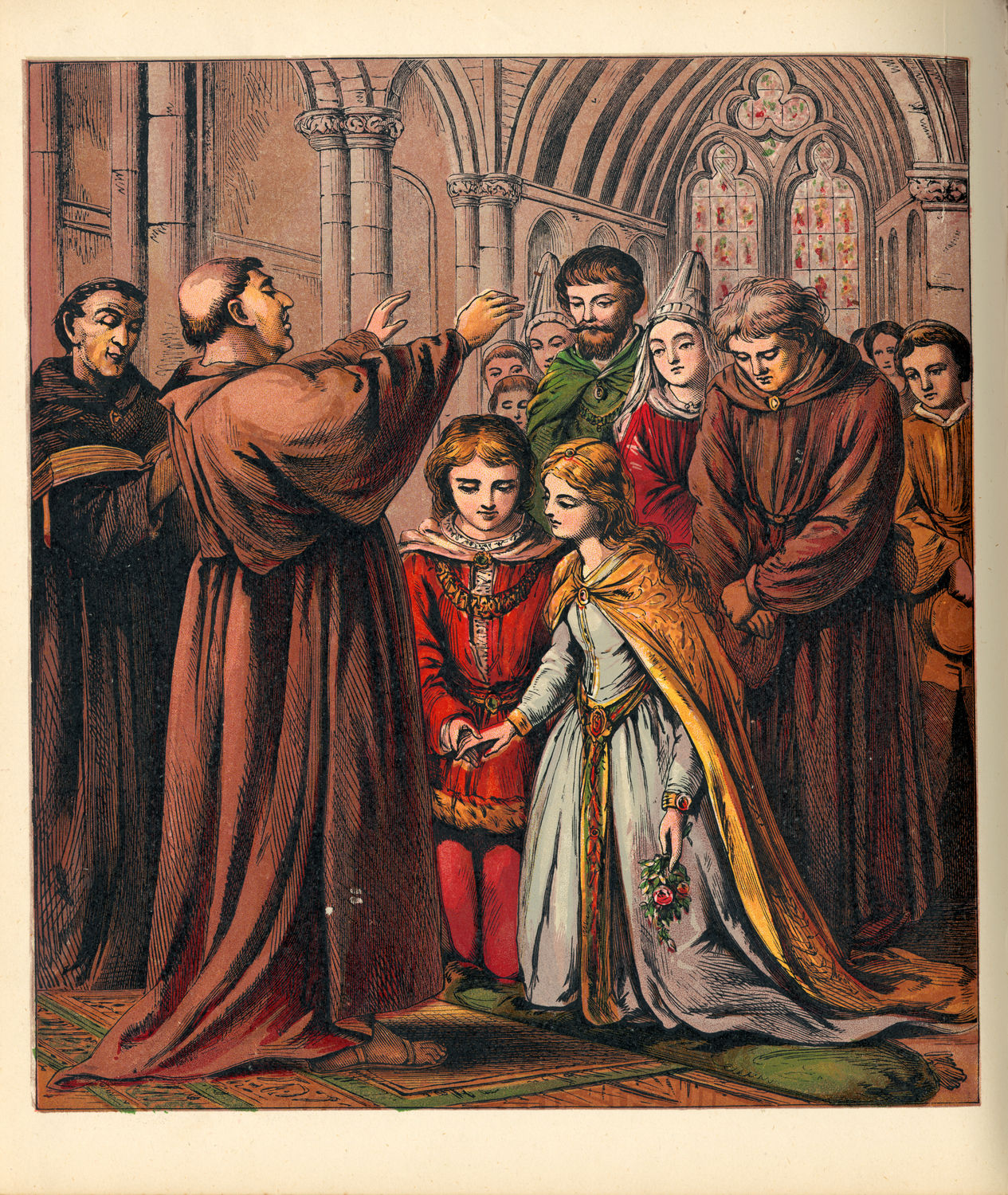
中世纪未成年基督教徒的婚礼

研究表明，青少年婚姻一般不太有利，相比较那些达到法定结婚年龄结婚的夫妻而言，青少年时期就结婚的夫妻可能来自离异的家庭。他们将不会接受更好的教育，只能被迫从事地位低下的工作。
大多数青少年婚姻会面临复杂的问题，并且最终以离婚结束。在美国，近一半的未成年婚姻将会在十五年内结束。 即使在尼泊尔的大多数农村地区，尽管那些在十二岁之前就被强迫结婚的少男少女对他们的婚姻一无所知，他们的婚姻最终会走向毁灭，他们永远不会生活在一起。
在二十一世纪，由于大多数法律将青少年婚姻归类为虐待儿童，青少年婚姻在大部分国家被认定为非法行为。随着教育的普及，大部分地区的青少年结婚率正在下降。然而，尤其是亚洲和非洲的一些偏远地方，青少年婚姻依然广泛欢迎。

## 背景
现在几乎所有国家都有法定结婚年龄。在苏丹共和国，法定结婚年龄是12岁；台湾法定结婚年龄是18岁；在中国大陆，则是22岁。然而直到现在，在许多发展中国家，甚至有三分之二的少女结婚。 由于经济落后，加之人们思想封闭，把未成年的女儿嫁出去，正所谓“嫁出去的女儿，泼出去的水” ，将减少养育儿女的负担，不至于给家人带来羞辱。通常，在发达国家，青少年结婚率远低于发展中国家。根据联合国儿童基金会在2012年的一则报告，已婚少女将承受残酷的心理及生理虐待。

2016年全球15岁至19岁少女的生育率

2016年全球10至19岁少女的生育率

| 国家       | <15岁 | <18岁 |
| ---------- | ----- | ----- |
| 苏丹       | 12    | 34    |
| 乌克兰     | 0     | 9     |
| 黎巴嫩     | 1     | 6     |
| 南非       | 1     | 4     |
| 古巴       | 5     | 26    |
| 印度尼西亞 | 2     | 26    |
| 摩尔多瓦   | 0     | 7     |
|            | 0     | 7     |
| 土耳其     | 2     | 15    |
|            | 9     | 35    |
| 蒙古国     | 1     | 12    |
| 柬埔寨     | 2     | 19    |
| 哥伦比亚   | 5     | 23    |
| 泰國       | 4     | 23    |
| 埃及       | 2     | 17    |
| 越南       | 1     | 11    |
| 中国       | 0     | 2.6   |

## 历史

### 20世纪以前

#### 远东
在古代，无论西方国家还是东方国家，青少年婚姻非常普遍。在古代中国，由于生产力低下，人均寿命很低，在加上战争频繁，青少年结婚的现象非常普遍。春秋時期，越王勾践为使越国国力强大，曾下令强制早婚。齐桓公甚至下令全国所有年满13岁的女性必须结婚，否则要被政府惩罚。孔子认为，男子16岁、女子14岁即可成婚。汉惠帝曾规定十五岁以上，三十岁以下的女性必须结婚，否则政府就会以五倍加收其母家的人头税。从汉朝一直到清朝末年，皇室成员的结婚年龄大都不超过十八岁，而普通百姓的最低结婚年龄依然是男性16岁、女性14岁。
此后一直到清朝末年乃至中华人民共和国成立，中国青少年结婚的现象一直存在。实际上，在中国古代，朝廷多不直接干涉上述婚姻。

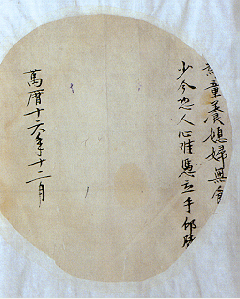
明代万历十六年（1588年）童养媳婚书

在古代朝鮮半岛，有一種買貧家青少女回家給未成年兒子為妻、待性成熟後圓房的習俗，稱為預婦。她們到男家後即舉行婚禮，成為該家庭的媳婦。

#### 歐洲
在中世纪的东欧，女孩经常在12到15岁结婚；而且禁止异族通婚的法令并没有执行到底。在17世纪的波兰华沙圣约翰教区，女性平均结婚年龄为20.1岁，而男性平均结婚年龄为23.7岁。到了十八世纪后半叶，圣十字堂区的女性平均结婚年龄为21.8岁，男性则为29岁。然而，在1830年以前的沙皇俄国，法律规定男性十五岁、女性十三岁即可成婚。尽管在1649年的法典中，女性可以十五岁成婚，但更早结婚是为了贞洁。男女双方须获得其父母的同意方可成婚，因为在当时的俄罗斯，20岁以上才具备完全民事行为能力。1830年，沙皇政府修改法典，男性十八岁、女性十六岁即可成婚。此后，俄罗斯女性平均结婚年龄为19岁左右。

#### 北美
美国统计数据显示，在1890年，有9.7%的15至19岁女性和0.5%的15至19岁男性结过婚。

### 20世纪

#### 二战前

##### 远东
步入近代，随着西风东渐，中国人的平均初婚年龄有所上升。但是，由于受“早婚早育”“多子多福”传统文化的影响，中国境内青少年婚姻依然盛行。1906年，还在接受中学教育的胡适曾在一篇小说里表达了他对青少年婚姻的反对：
|                  | 我的志向，本想将来学些本事，能够在我们中国做些事业。从小看见人家少年子弟，年纪轻轻的，便娶了妻子，自此以后，便终日缠绵床蓐之间，什么事业都不肯去做，后来生下儿女，那时一家之中吃饭的人一日一日的多起来，便不得不去寻些吃饭的行业来做，那还有工夫来读什么书求什么学问么？ |
| ——胡适《真如岛》 | |

1917年陈华珍在《论中国女子婚姻与育儿问题》一文也介绍了青少年婚姻的危害：
|  | 迩来中国仍盛行早婚，男子年未弱冠，女子年甫十六，而父母急欲为其结婚以致心身均不能完全发育，所生儿女不克强壮，甚有夭折畸形者，贻祸子孙，为害不浅。试观印度女子，年方十二三时，已有抱子者。年未三十，即呈衰老之象。故卒致罹灭国之祸。今中国若不打破此风，长此以往，恐不免履印度之辙矣。泰西各国，早婚之禁，载于民法。我国早婚陋习，已牢不可破，非由国家严行取缔，决不能达革除之目的也。 |

民国初期，梁启超、胡适、郑佩昂、陈长蘅等学者反对青少年婚姻，指出青少年婚姻贻害无穷。但当时，小农经济依然存在，早婚现象还十分流行。处在学习、创业阶段的学生与社会青年，是当时中国感受到早婚痛苦最深的人群。同时，在当时的中小学校中，男女学生经常被父母逼婚，影响学业。1920年3月31日，河北省教育厅厅长沈尹默对河北省境内学校下达命令，严禁18岁以下学生结婚。中华民国政府认识到这一严重问题，也在1930年修订《中华民国民法·亲属编》明确规定最低结婚年龄为男十八岁、女十六岁。即便如此，学生在求学期间订婚、结婚的现象难以改动。据调查，在陕西省，1924年有一半以上的中学生结婚。

##### 北美
美国统计数据显示，在1910年至1930年之间，有大约10%的15至19岁女性和大约4%的15至19岁男性结过婚。

#### 二战后

##### 中国大陆
1950年，中华人民共和国政府颁布的《中华人民共和国婚姻法》规定，男二十歲、女十八歲才能結婚，同时禁止近亲结婚。1981年颁布的新婚姻法则修改为男二十二岁、女二十岁。

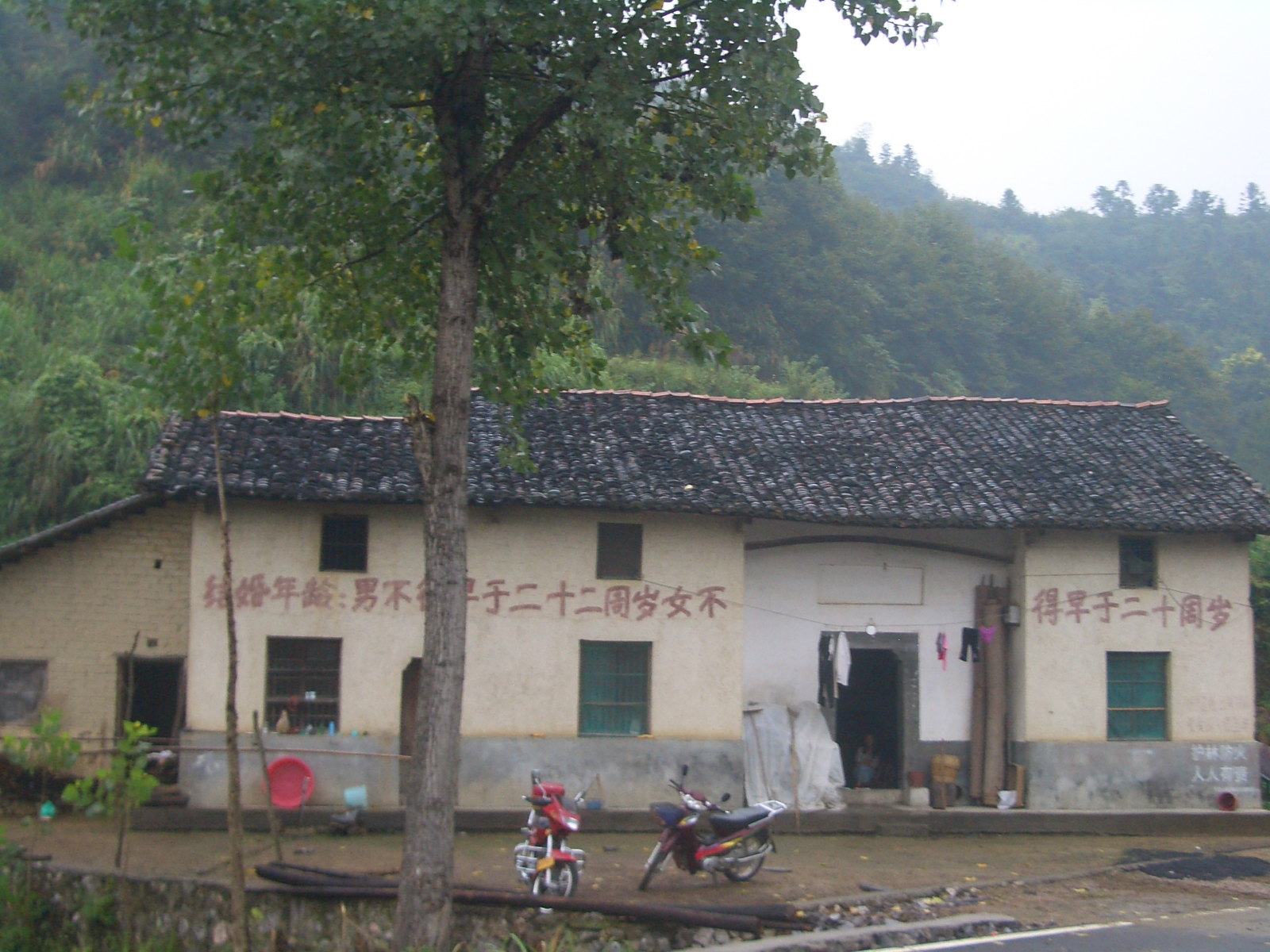
湖北省通山县农村宣扬法定结婚年龄

但事实上，中华人民共和国政府直到1994年2月1日才不承认事实婚姻，在1990年之前，中国大陆农村地区的青少年结婚依然普遍。
中国大陆实行改革开放后，经济迅速增长，但是1980年代至1990年代末，中国一些地区的农村依然赤贫。部分偏远山区农村，尤其是少数民族聚居区域，由于封建迷信和宗教或者地处偏僻等原因，存在近亲结婚现象，且大多发生在15到19岁的青少年之间。因为赤贫，当地居民必须从事生产劳作以维持温饱，导致当地很多女孩在18岁之前就被家长订婚，当地居民对此却习以为常。1990年代，在中国西部部分地区就经常发生，一些家长因急切给孩子订婚违反《义务教育法》被政府告上法庭，然而孩子未接受多少教育，就被逼婚。这些家长几乎没有受过教育，认为读书无用，他们的后代同样认为。若不改善，这将导致恶性循环。另外，中国大陆自1987年以来快速增长的人口性别比也是青少年结婚的幕后推手。
此外，20世纪90年代，中越关系正常化以后，來到中國大陸的越南新娘人數日益增長，以缓解中国人口性别比失衡问题，尤其是15-19岁的少女更受中国男性欢迎。

##### 台湾
1970年代臺灣轉往工業發展，經濟起飛，再加上九年義務教育逐年推行，社會風氣逐漸西化，女性漸敢於爭取自己的命運，早婚现象逐渐少见。1980年代臺灣經濟奇蹟，多數民眾經濟轉為小康，加上臺灣民主化後，政府鼓勵自由恋爱，致力保護女權，嚴禁買賣婚姻、強迫婚姻，宣導女性可自主決定配偶，鼓勵受到不正當對待的婦女也向各地警方求助。

##### 北美
二战后，仅1946至1952年，美国15至19岁女性的结婚率由12%上升至17%。1960年代，因受性解放运动影响，美国15至19岁女性结婚率急剧上升至32%，于此同时，15至19岁男性的结婚率只有8.9%。1970年以后，随着越南战争的失败造成的影响，美国15至19岁女性结婚率急剧下降至1973年的11.9%，于此同时，15至19岁男性的结婚率只有4.1%。

##### 东南亚
1975年越南统一后，越南共产党政府为弥补战争带来的人口损失和男少女多问题，鼓励少女早婚早育，并且生孩子越多，怀孕期间从政府得到的福利也越多。此举解决了人口性别比失衡的问题。

### 21世纪

#### 东亚
2000年以来，随着女性受教育程度的不断提高，中国大陆女性平均初婚年龄越来越晚。据东方网报道，2020年5月15日第27个国际家庭日中国宣传活动上海分会称上海市户籍人口女性平均初婚年龄29.09岁，户籍人口女性平均初育年龄30.29岁。然而，据《柳叶刀-全球健康》（英語：The Lancet Global Health）杂志报道，中国女性早婚率从2000年开始从1.2%再次上升至2015年的2.4%，绝大多数集中在宁夏、西藏、新疆、广西、青海、云南和贵州等少数民族比例较高的地区。另外，由于部分地区存在高价彩礼现象，再加上中国大陆人口性别比失调，导致部分大龄男性只能找更年轻的女性结婚。中华人民共和国民政部总结了以下几点原因：
1. 性别比例失衡；
2. 大量人口流动；
3. 性教育缺乏；
4. 教育不平等加剧。[47]

2014年11月27日，据《京华时报》报道，云南省金平县者米乡小翁寨村有一名13岁少女和16岁少男初中未毕业就辍学回家举行婚礼，据了解，金平苗族瑶族傣族自治县青少年结婚率一直居高不下。
2015年，新疆维吾尔自治区政协委员、自治区妇联党组书记、副主席侯汉敏在当地政协十一届三次会议第二次全体会议上称南疆少女早婚现象严重，以至于甚至出现34岁的奶奶：
|  | 近年来，我区南疆农村早婚、多育、离婚率高现象呈现出蔓延趋势。还有不到民政机关领取结婚证，以念尼卡的方式结婚，以及通过男方说三声塔拉克解除婚姻关系的现象等，违反国家法律规定，影响了妇女儿童的身心健康和整个民族素质的提高，成为我区社会稳定和长治久安的隐患。 |

|  | 在农村部分青年男女不到法定年龄、没有依法进行婚姻登记就举办婚礼了。我们在喀什市乃则尔巴格乡两个村对500名妇女调研时，发现50%的女性初婚年龄在18岁以下。还有1名34岁的妇女已经当上了奶奶。 |

|  | 这样后果危害大。早婚、多育必然严重影响人口素质提高，对女性权益保护构成严重威胁。这样一是侵犯了妇女的健康权；二是严重阻碍了妇女的自身发展；三是影响了女性维护正常的婚姻家庭权益。女性在婚姻中的各项权益得不到法律的有效保护，有的常年遭受丈夫的家庭暴力。早婚、多育、离婚率高形成了社会不和谐因素，不利于家庭的和睦、社会的稳定。 |

据中国青年网报导，2016年5月25日，中国大陆广东省吴川市吴阳镇有一位16岁男生和14岁女生举行婚礼。据另一媒体报导，2016年2月23日，中国大陆廣西壯族自治區宾阳县和马山县各有一对16岁情人举行婚礼。红星新闻称，2020年11月26日，广东省汕头市潮阳区贵屿镇有一名17岁高中生退学回家，与同村一名13岁少女举行婚礼，但当地民政部门不承认该婚姻。
2017年10月27日，中国大陆有目击者称，中国境内的快手和抖音应用程序中，存在大量15-19岁青少年结婚生子的视频。11月1日，被涉及的用户已被快手科技移除，但快手和新浪微博上仍然存在大量已结婚的青少年用户。11月2日，上述用户发布的视频被快手移除。
2018年4月1日，經央视新闻报道，快手和火山小视频等视频平台存在青少年孕妇、青少年夫妻主播等乱象，并点名今日头条旗下火山小视频。4月4日，中国广电总局宣布，严肃约谈了“今日头条”和“快手”的主要负责人。当晚，今日头条、快手两家网站对广电总局提出的“整改措施”作出回应，均表示致歉，并暂停新用户上传视频。4月5日，被批评的快手、火山小视频的安卓版，从各大应用商店下架。
据中国青年报报道，2018年12月15日，广西来宾市武宣县二塘镇朗村村一位17岁的男性青少年方某与同村16岁的少女奉子成婚。方某的父亲大喜，当天举办容纳400人的大型宴会。
另外，来自缅甸、越南、蒙古、前苏联(波罗的海国家除外)、朝鲜、羅馬尼亞、印度尼西亚、尼泊尔、巴基斯坦和加纳的少女被贩卖到中国后，主要卖给中国男人。

#### 东南亚

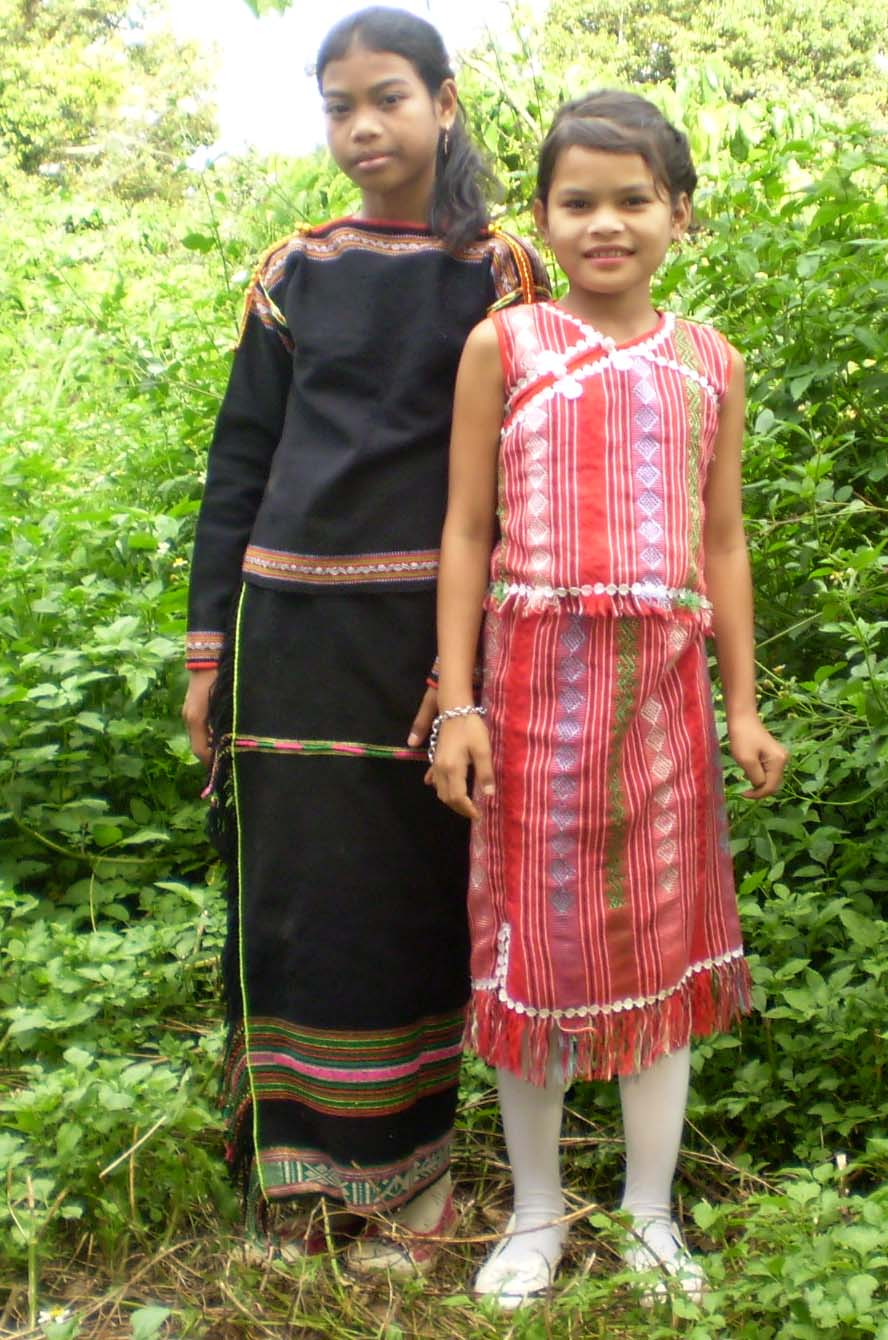

东南亚国家和非洲一样，因为地处热带，男女性成熟较早，所以青少年结婚较为盛行。2000年越南政府颁布的《越南社会主义共和国婚姻家庭法》规定男子二十岁，女子十八岁即可成婚。但由于人均收入不高，越南女性受过高等教育的比例低于中国女性，大约只有2%；再加上越南政府依然承认事实婚姻，境内各少数民族存在早婚早育的传统；该国也和中国一样存在重男轻女现象，事实上许多女孩可能不到16岁就出嫁。2016年，该国多乐省接连有多名埃地族未成年人结婚生子，尽管当局一直宣传早婚的危害。中国大陆媒体报道，因2019冠状病毒病疫情影响，东南亚各国普遍停课，但2020年5月6日，越南得农省格隆县广和社广和初级中学有2男3女因结婚没有返校，当地教育部门正在检查原因。该国试图通过宣传方式降低青少年的结婚率。
在柬埔寨，尤其是克伦族流行早婚，鼓励婚前同居。
在老挝，尤其是丰沙里省、賽宋奔省，由于极端贫困，人口出生率高，青少年婚姻几乎普遍。
为解决中国人口性别比不平衡问题，越南、寮国、柬埔寨、泰国、缅甸经常有15到19岁少女被贩卖到中国大陆。她们在中国大陆的分布范围北至黑龙江、西至瑞丽、东至贵池、南至中越边境，尤其为广西、河南为重。

#### 南亚
印度是世界上早婚现象最严重的国家。从2011年到2020年，超过1.4亿女孩会在18岁前结婚，其中包括小于15岁结婚的5,000万女孩。促使早婚习俗延续的原因包括印度女性较低的社会地位和对强奸的担忧。2011年统计发现，拉贾斯坦邦、恰尔肯德邦两个邦女孩未满18岁就结婚的比率就在21%至26%之间。
2019年，联合国儿童基金会统计，在巴基斯坦有3%的女孩未满15岁已经结婚，22%的女孩在18岁之前已经结婚，也就意味着当地的未成年新娘总数相当于拉脱维亚全国总人口。由于法庭的权威性大大不如家族会议，而且法院效力不高，在信德省的普什图人中，如果两个家族发生冲突，其中一个家族会将家里的未成年童女嫁到对方家解决争端。

#### 西亚
受宗教习俗影响。西亚15至19岁女子的早婚现象较严重。另外，因战乱原因，叙利亚少女结婚比例大幅上升，并且大量少女怀孕致死。
据英国《每日邮报》2015年12月8日报道，黎巴嫩一位少女与一名老年男子拍婚纱照，反应了老夫配少妻的现象在黎巴嫩越来越普遍。

#### 欧洲
欧洲西部因经济发达，加上人们思想开放，所以青少年结婚现象较轻，大多数人直到30岁才结婚。但在俄罗斯、乌克兰、摩尔多瓦、塞尔维亚等前社会主义国家则比较严重，有些女子因长相姣好、价格低廉被卖给中国人以缓解中国人口性别比失衡问题。

#### 北美
在美国，17岁以下的青少年结婚属于“侵犯人权”。2016年3月，美国国务院宣称青少年结婚“对一个女孩的生活影响是破坏性的，实际终结了她的童年”。但在全国50个州中，有27个州没有最低合法结婚年龄。而在其余州，尽管女性最低合法结婚年龄为18岁，但监管不到位。在很多州，16到17岁的青少年只要父母同意即可结婚。如果其中任何一方年龄小于16岁，不仅要父母同意，还要当地法官同意。很多迫使孩子早婚的父母列出种种理由，如遵守宗教教义、保护家族荣誉等。也有些家庭试图通过包办婚姻提高他们的地位或获得经济保障。有些青少年结婚是在未婚懷孕又沒有堕胎下的解決方式，也有出現因受强奸而怀孕的少女被迫嫁给强奸犯的情形。

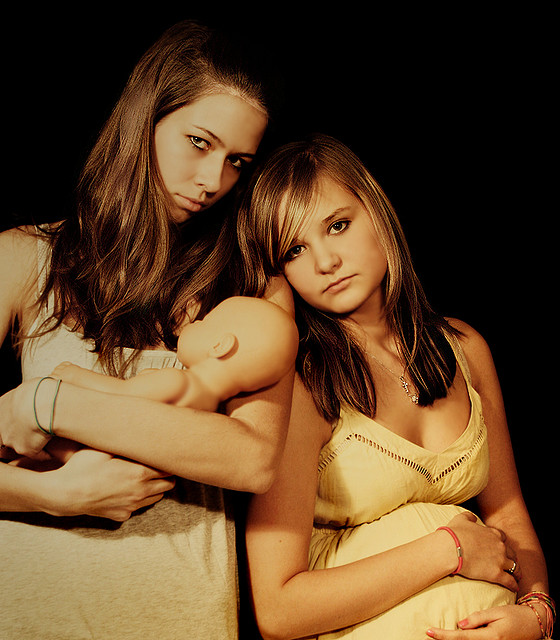
美国一个反对未成年少女怀孕的海报

2016年，新泽西州准备出台美国第一个反青少年结婚法案。但同年5月，州长克里斯·克里斯蒂因“与当地宗教信仰不符”而否决法案，破例允许16岁至18岁女孩结婚。同时，佛罗里达州、新罕布什尔州也提出类似法案，但因同样原因而叫停。

#### 拉丁美洲
联合国儿童基金会、联合国人口基金会于2003年12月5日公布的一份文件报道，拉丁美洲和加勒比地区，尤其是墨西哥、哥伦比亚、巴西、多米尼加共和国、智利和秘鲁等国17岁以下青少年早婚现象严重，几乎占据青少年总数（1.55亿）的一半。青少年早婚已经给当地带来一定的经济和社会问题。

## 宗教界論點
《宗教研究評論》（Review of Religious Research）期刊在1993年的論文 Religious Heritage and Teenage Marriage 提到，美國五旬节教派（英語：Pentecostalism）、基督教原教旨主义等基督教教派向父母和青少年子女宣传早婚是实现浪漫的男女关系的唯一方式。这是上述教派的传统。

## 后果
有学者称，大约有三分之一的青少年婚姻会在25岁之前结束。根据Eleanor H. Ayer的著作，不安全性行为及其导致的怀孕是导致青少年结婚的因素之一。 爱情、情欲、虐待、家长包办、性骚扰等也是其他因素之一。